# (9587) Bonpland
(9587) Bonpland (1990 UG4) – planetoida z grupy pasa głównego asteroid okrążająca Słońce w ciągu 4,14 lat w średniej odległości 2,58 j.a. Odkryta 16 października 1990 roku.